# Júpiter frío

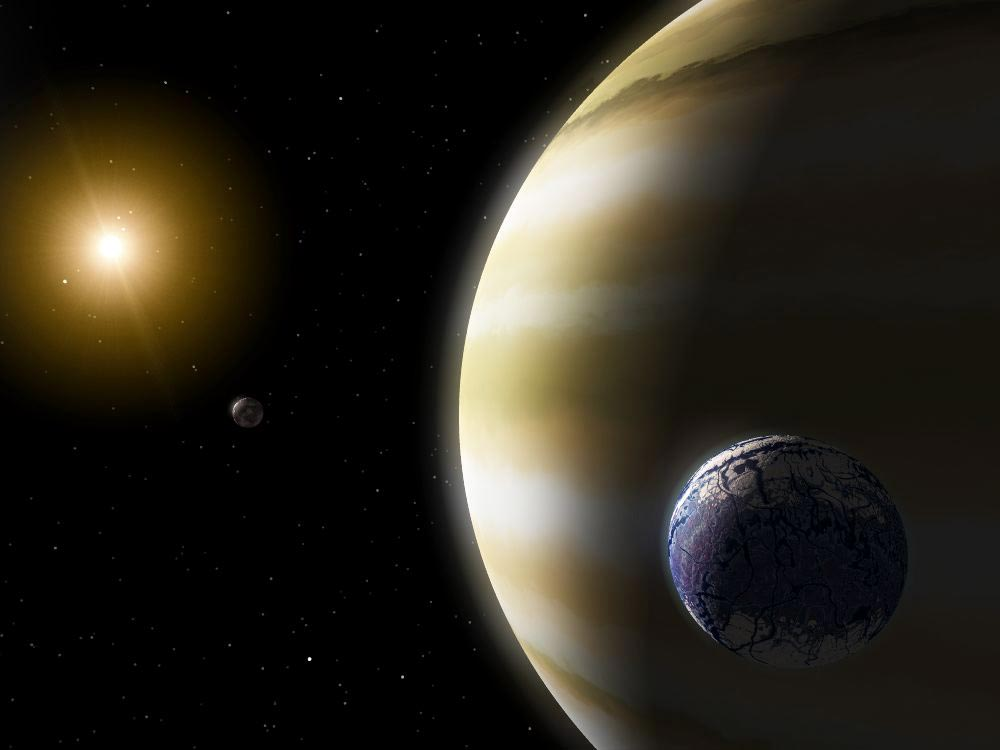
Impresión artística de un júpiter frío.

Un júpiter frío (plural «jupiteres fríos» o «jupíteres fríos», a veces denominados gemelos de Júpiter) son una clase de planetas extrasolares cuya masa está cerca o supera al de Júpiter (1.9 × 1027 kg) y orbitan a sus soles en patrones más o menos similares. Dentro de nuestro Sistema Solar, Júpiter y Saturno serían los principales ejemplos de esta clase planetaria. El término implica que los planetas orbitan en la zona exterior y más fría de su estrella, sin tener en cuenta el calentamiento interno del planeta.

## Notables jupiteres fríos
| - 14 Herculis c - 47 Ursae Majoris c - 47 Ursae Majoris d - 55 Cancri d - Epsilon Eridani b - Gliese 777 b - HD 70642 b | - Júpiter - Mu Arae e - OGLE-2006-BLG-109Lb - OGLE-2006-BLG-109Lc - Saturno - VB 10b | - Fomalhaut b - HR 8799 b - HR 8799 c - HR 8799 d - 2M1207b - HD 154345 b |